# Suck (film)
Suck è un film del 2009 diretto da Rob Stefaniuk.

## Produzione
Stefaniuk, regista e sceneggiatore, recita al fianco dell'attrice canadese Jessica Paré, Nicole de Boer, Malcolm McDowell e i cantanti Alice Cooper, Iggy Pop, Henry Rollins e Alex Lifeson. La pellicola è stata girata a Toronto e nei suoi dintorni verso la fine del 2008.